# Bogdan Kralj
Bogdan Kralj, slovenski glasbenik, pianist, zborovodja, kulturni delavec * 26. december 1958, Križ

## Življenje in delo
Bogdan Kralj se je rodil v Križu, oče Josip, trgovec, mati Magdalena Sapunarić Canciani. Slovensko osnovno šolo je obiskoval v domači vasi, leta 1977 je maturiral na klasičnem Liceju France Prešeren v Trstu. Istočasno je študiral klavir in zborovsko dirigiranje pri tržaški Glasbeni matici. Diplomiral je na videmskem Konservatoriju leta 1983 na oddelku za klavir. Obiskoval je seminarje za zborovsko vokalno tehniko in interpretacijo v Italiji, Sloveniji in Avstriji. 
Pri tržaški Glasbeni matici je več let poučeval klavir, od leta 1993 do leta 2022 pa je bil ravnatelj te ustanove.  Sestavljal je besedila za koncertne liste abonmajskih sezon Glasbene matice, bil je član umetniškega sveta Glasbene matice  ter član upravnega odbora Glasbene matice v Trstu.  Kot pianist je od leta 1983 koncertiral v številnih italijanskih gledališčih s komorno instrumentalno skupino Vecchia Vienna in sodeloval na raznih tekmovanjih kot klavirski spremljevalec.
Od leta 1984 je vodil razne posvetne in cerkvene zbore slovenske narodne skupnosti v Trstu in Gorici ter bil eden od 
zborovodij koncerta Gallusovo zvočno bogastvo leta 1991. Z različnimi zbori je dosegel visoke in tudi prve nagrade na raznih krajevnih in vsedržavnih italijanskih in slovenskih zborovskih tekmovanjih.
Z raznimi zbori je večkrat snemal za tržaški Radio Trst A in Televizijo, Radio Koper in RTV Slovenija, sodeloval pri snemanju raznih plošč ter gostoval v Italiji, Sloveniji, na Češkem, Madžarskem, Avstriji, Hrvaški in Franciji. Pel je v mešani komorni vokalni skupini Musica noster amor, v kateri je šest solistov izvajalo predvsem skladbe Gallusa in drugih renesančnih skladateljev. .
Od leta 2019 vodi priznani moški zbor Fantje izpod Grmade. 
Večkrat je sodeloval z Zvezo cerkvenih pevskih zborov Trst (ZCPZ), od leta 2023 je tudi v upravnem odboru Zveze. Več let je tudi vodil poletni strokovni seminar za cerkvene pevce, ki ga ZCPZ Trst vsakoletno prireja.   Marsikdaj je kot zborovodja kakemu priložnostnemu zboru ZCPZ, ki nastopa ob posebnih povabilih in priložnostnih koncertih. 

## Nagrade
- Diploma di Eccellenza na Corovivo in posebna nagrada za projekt o Pavletu Merkuju (1985)
- 2. nagrada na državnem tekmovanju v Celju (1986)
- 3. nagrada v Vittorio Veneto v kategoriji »ljudska pesem« (1998)
- 4. nagrada v kategoriji »polifonija«  z Dekliškim zborom Vesna iz Križa (1998)
- 1. nagrada na Državnem tekmovanju v Vittorio Veneto (1998)
- bronasta plaketa mesta Maribor z mešanim zborom F.B.Sedej iz Števerjana (1999)
- Diploma di Eccellenza na Corovivo (2003)
- srebrno priznanje in posebna nagrada za najboljšo izvedbo slovenske ljudske pesmi na tekmovanju primorskih zborov  v Postojni (2004) z mešanim zborom Lojze Bratuž
- 1. nagrada in Velika nagrada na mednarodnem tekmovanju v kategoriji »ljudska pesem« v Azzano Decimo (Pordenone, Italija) z mešanim zborom Lojze Bratuž iz Gorice (2006)
- bronasto priznanje na tekmovanju primorskih zborov v Postojni z moško vokalno skupino Sraka iz Štandreža (2004)
- srebrna plaketa na 20. tekmovanju slovenskih zborov Naša pesem v Mariboru z mešanim zborom Lojze Bratuž iz Gorice (2007).
- zlato priznanje na 10. mednarodnem tekmovanju v Riva del Garda z mešanim zborom Lojze Bratuž iz Gorice (2008).
- zlato priznanje in prvo absolutno mesto v kategoriji s prostim programom na 48. mednarodnem zborovskem tekmovanju C. A. Seghizzi v Gorici z mešanim zborom Lojze Bratuž iz Gorice (2009).
- bronasto priznanje na tekmovanju primorskih zborov leta 2004 v Postojni z moško vokalno skupino »Sraka« iz Štandreža)
- zlato priznanje (kat. ljudskih pesmi), srebrno priznanje(kat.polifonija moški zbori) in posebna nagrada za najboljšo izvedbo obvezne pesmi na mednarodnem tekm. v Pragi leta 2018 z moškim pevskim zborom Srečko Kumar iz Goriških Brd. [11]